# Dekkán-fennsík

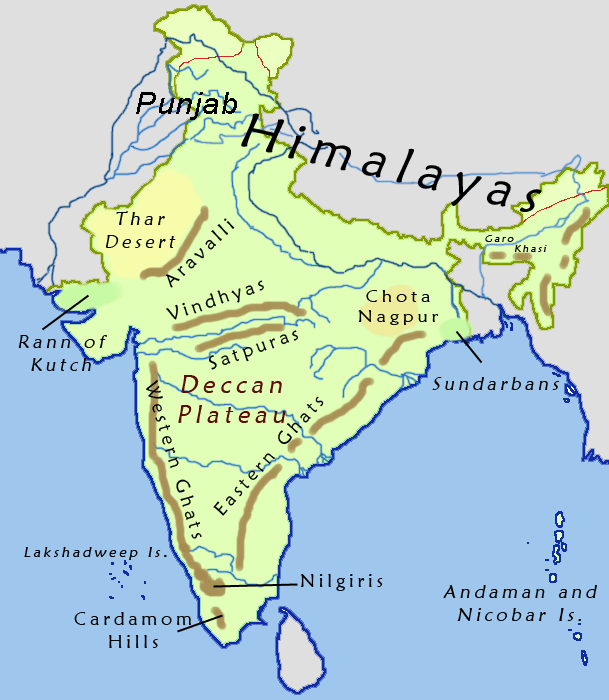
A Dekkán-fennsík (angolul Deccan Plateau) India fő hegyvonulatai között

A Dekkán (marathi दख्खन) hatalmas fennsík Indiában, amely elfoglalja az ország középső és déli részének jó részét. Nyolc indiai szövetségi államra terjed ki.
Óriási háromszögét három hegylánc fogja közre: északon a Szatpura-hegység (illetve a vele északabbra párhuzamosan futó Vindhja-hegység), nyugaton az indiai szubkontinens partvonalával párhuzamosan futó Nyugati-Ghatok, a keleti partok mentén pedig a Keleti-Ghatok. Az utóbbi kettő a szubkontinens csúcsában csaknem találkozik. A Vindhja választja el a Dekkánt India sűrűn lakott északi folyóvölgyeitől.
Mahárástra és Karnataka indiai szövetségi államok jórészt a Dekkán területén helyezkednek el, ahogy Ándhra Prades egy része is.
A Dekkán kiemelkedése északon 100 méter körüli, délen már eléri az 1000 métert is. Geológiai értelemben a Föld egyik legstabilabb területe.
A Dekkán név a prákrit dakkhin szó anglicizált változata. A szankszrit दक्षिण, dakṣiṇa szóból ered, amelynek jelentése „dél” (mint égtáj).

## Földrajza

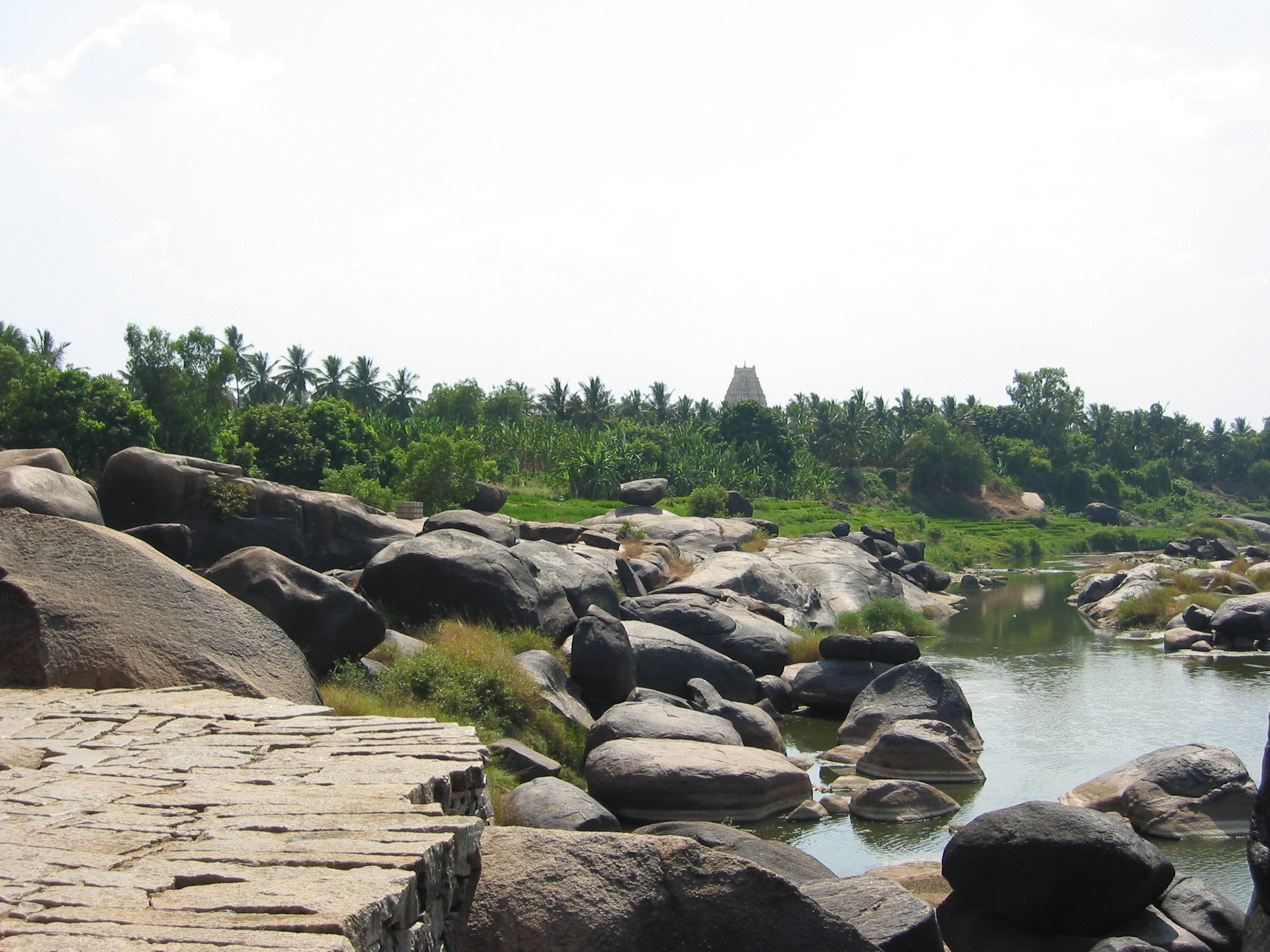
Hampi közelében.

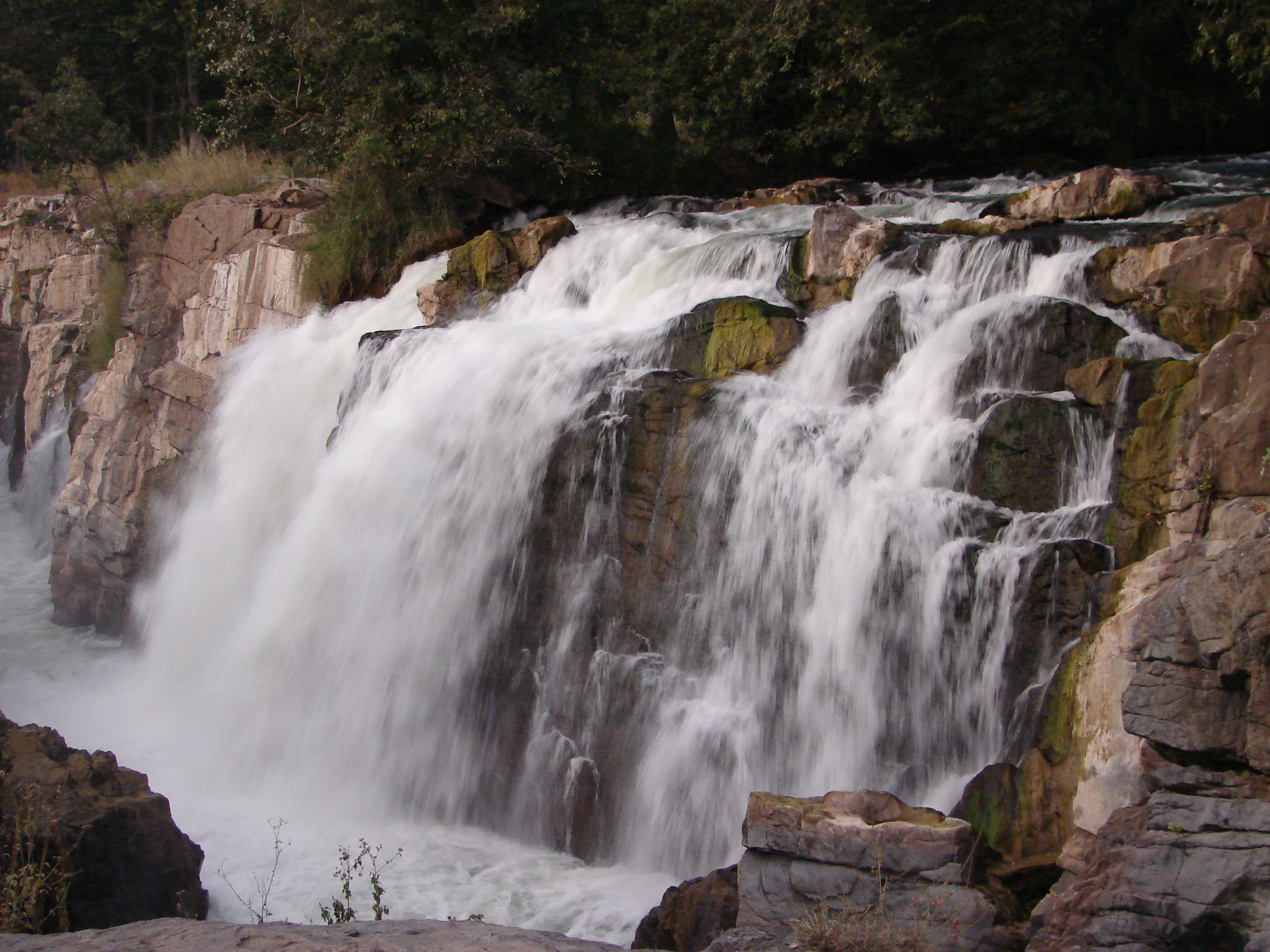
A Hogenakkal-vízesés.

A Dekkán-fennsík az Indo-Gangeszi-síkságtól délre fekszik. A nyugati határát képező magas Nyugati-Ghatok hegység megakadályozza, hogy a monszun szállította nedvesség eljusson a szubkontinens belsejébe, ezért a Dekkán kevés csapadékot kap.
 A fennsík keleti része alacsonyabb. Itt is viszonylag szárazak az erdőségek, de azért visszatartanak elegendő nedvességet ahhoz, hogy patakok, ezekből pedig jelentős folyók alakuljanak ki, amelyek kelet felé tartanak és a Bengáli-öbölbe ürítik vizüket. A Tungabhadra, Kisna és Bhíma folyók egyaránt kelet felé tartanak, a fennsík középső területeinek vizeit összegyűjtve. A Dekkán legdélibb részének vizeit a Kávéri folyó gyűjti össze, amely a Nyugati-Ghatok karnatakai hegyei közt ered, dél felé fordulva a Hogenakkal-vízesésnél áttör a Nilgiri-hegységen Tamilnádu államba, és Sivanaszamudra szigetvárosánál létrehozza a Szivaszamudram-vízesést, India második és a világ 16. legnagyobb vízesését. A Dekkán két folyója, amelyek nem a Bengáli-öbölbe, hanem az Arab-tengerbe ömlenek, a Narmada és a Tapi.
A Himalája vízgyűjtőjébe tartozó folyókat egész évben táplálja az olvadó hó és jég, a Dekkán folyói azonban a csapadéktól függenek és ezért nyáron ki is száradhatnak.
A fennsík éghajlata egészen északon szubtrópusi, délebbre többnyire trópusi, esős és száraz évszakokkal. Az esős, vagy monszunidőszak júniustól októberig tart. A március és június közti időszak időnként nagyon száraz és a hőmérséklet ilyenkor rendszeresen meghaladja a 40 °C-ot.